# Cleora subspurcata
Cleora subspurcata là một loài bướm đêm trong họ Geometridae.